# Вильнюсская область
Ви́льнюсская область — административно-территориальная единица Литовской ССР, существовавшая в 1950—1953 годах.
Административный центр — город Вильнюс.
Вильнюсская область (наряду с тремя другими областями республики) была образована 20 июня 1950 года в ходе эксперимента по введению областного деления внутри союзных республик Прибалтики. Вильнюсская область располагалась в восточной и юго-восточной частях Литвы. Через два года эксперимент был признан неудачным, и область упразднили (Указом Президиума Верховного Совета СССР от 28 мая 1953 года).
Область делилась на 24 района:
- Аникшчяйский
- Варенский
- Вевисский
- Вильнюсский
- Даугайский
- Друскининский
- Дукштасский
- Дусетский
- Зарасайский
- Игналинский
- Коварский
- Молетский
- Ново-Вильняский
- Неменчинский
- Пабрадский
- Смеляйский
- Тракайский
- Укмергский
- Утенский
- Шальчининкский
- Швенчёнельский
- Швенчёнский
- Ширвинтский
- Эйшишкский